# کونگچنا
کونگچنا (به لهستانی:  Konieczna) یک روستا در لهستان است که در گمینا اوشچیه گورلیتسکیه واقع شده‌است. کونگچنا  ۵۰ نفر جمعیت دارد.